# Pensieri filosofici
I Pensieri filosofici (Pensées philosophiques in francese) sono una raccolta di aforismi di Denis Diderot pubblicati anonimamente nel 1746.
L'opera fu giudicata scandalosa e bruciata per mano del boia (il rogo con ogni probabilità o non avvenne realmente o fu solo simbolico); nonostante ciò ve ne furono diverse edizioni durante la vita del filosofo.
L'opera ha un chiaro rimando ai Pensieri di Blaise Pascal, che viene definito dotato di intelligenza ma che ne fece cattivo uso scegliendosi per maestri persone indegne d'essergli allievi (i religiosi giansenisti). In questi pensieri Diderot si scaglia contro l'intolleranza religiosa e qualsiasi tipo di dogmatismo, sia religioso che politico, schierandosi dunque contro il dispotismo francese. Queste posizioni provocarono l'ira del parlamento, che riconobbe l'autore sebbene l'opera fosse stata pubblicata anonima.
Riguardo alla religione, incitò al libero pensiero proponendo anche un tipo di religione naturale, argomentando in merito alla separazione del problema dell'esistenza di un Essere creatore del mondo da quella dell'esistenza di esseri frutto della superstizione come elfi, folletti ecc, accettando solo l'esistenza di un creatore, ma rifiutando le leggi divine, poiché sosteneva che l'uomo fosse già dotato di una propria morale dalla nascita e che non doveva essere regolata dunque da dogmi religiosi.
Nel 1762 Diderot aggiunse 72 aforismi nel capitolo Addition aux Pensées philosophiques, in seguito il libro venne pubblicato ne 1770 con il titolo Pensées sur la religion.
I Pensieri filosofici mostrano in alcune considerazioni una cattiva interpretazione delle posizioni cristiane; per fare un esempio, i primi 5 pensieri non contraddicono in nessun modo la dottrina cristiana, ma anzi, decontestualizzandoli potrebbero essere spacciati per proposizioni pro-cristiane.

## Edizioni
- (FR)  Pensées philosophiques, ed. critica a cura di Robert Niklaus, Genève: Droz, 1950
- (FR)  Pensées philosophiques, a cura di Roland Mortier, Arles: Actes Sud, 1998 ISBN 9782742714667
- Pensieri filosofici, a cura di Tomaso Cavallo, Pisa: Jacques e i suoi quaderni, 1998 ISBN 8882500993
- Denis Diderot - Opere filosofiche, romanzi e racconti. Testo francese a fronte, Bompiani, 2019 ISBN 9788830101968
- (FR)  Pensée philosophiques suivi de Addition aux Pensées philosophiques, Paris: Flammarion, 2007 ISBN 9782080712493